# Ptilobaptus cinctus
Ptilobaptus cinctus là một loài tò vò trong họ Ichneumonidae.